# 赵五贞之死
1918年11月14日，湖南省長沙市婦女赵五贞（身後社會多尊稱其為“趙小姐”）為反抗包辦婚姻，在新婚大轎中割腕身亡，年僅二十二嵗。赵五贞之死引起民國社會大衆的廣泛關注，使世人反思中國傳統包辦婚姻的殘忍性。趙五貞過世后，許多新文化運動界的社論者、文學家、評論家透過此事件倡導婦女解放運動，强調婚姻中愛情的重要性。趙五貞被視作中華民國史上最重要的“女權運動烈士”之一。